# Vasamuseet

Vasamuseet är ett svenskt, statligt museum vid Galärvarvet på Södra Djurgården i Stockholm. Museet härbärgerar sedan den 15 juni 1990 skeppet Vasa och är en del av Statens maritima och transporthistoriska museer. Museet är beläget inom Kungliga Nationalstadsparken.

## Regalskeppet och museifartygen

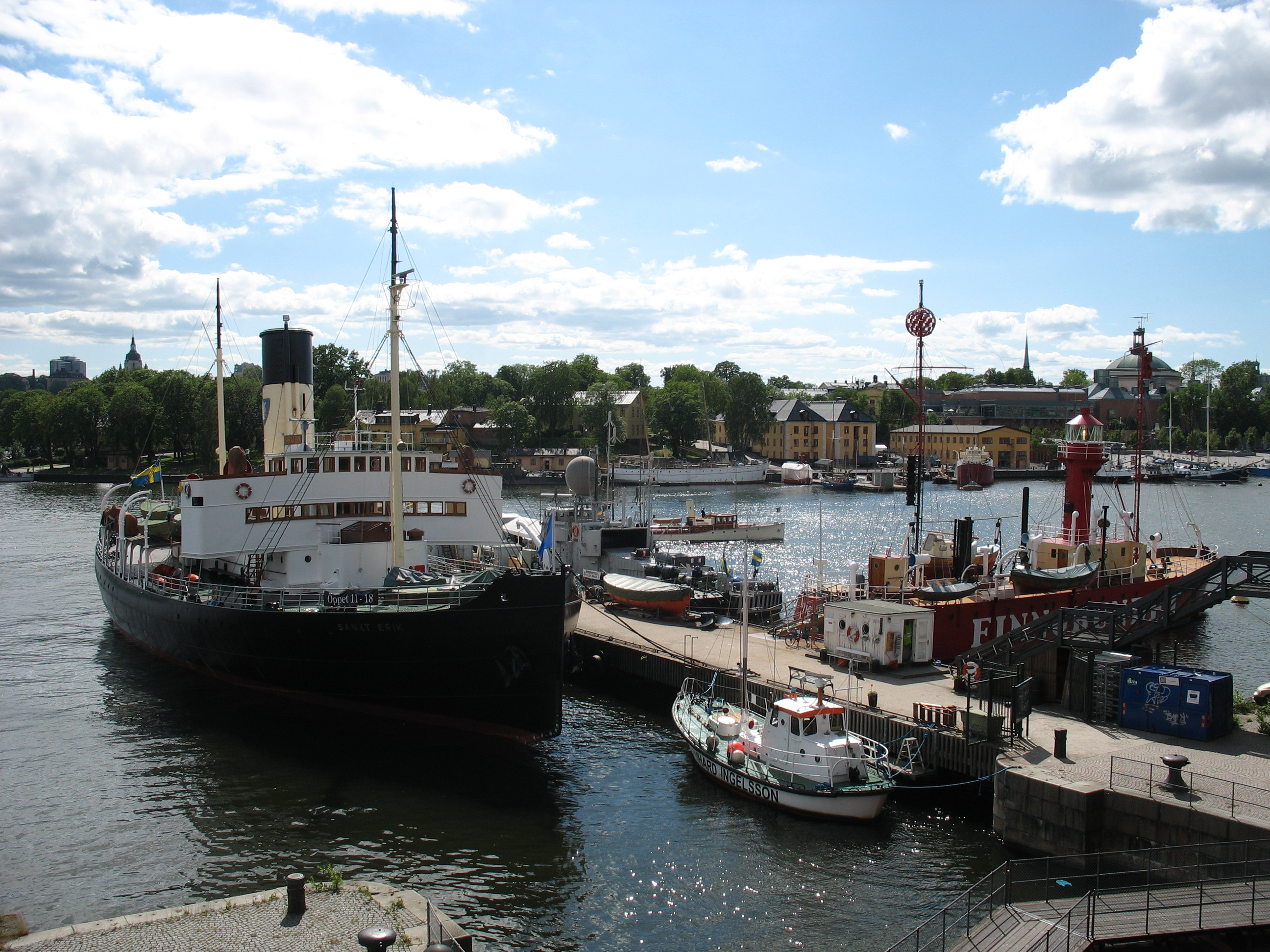
Museihamnen med alla fyra fartyg.

På Vasamuseet finns 1600-talsskeppet Regalskeppet Vasa, vilket bärgades 1961 efter det att vraket upptäckts av Anders Franzén  i slutet av 1950-talet och denne drivit en långvarig kampanj för att det skulle bärgas. Till en början visades Vasa det provisoriska museet "Wasavarvet", en bit söder om den nuvarande museibyggnaden. 
Utanför museet, vid Jagarpiren, ligger fyra museifartyg förtöjda:
- Fyrskeppet Finngrundet
- Torpedbåten Spica
- Isbrytaren Sankt Erik
- Sjöräddningskryssaren Bernhard Ingelsson

## Wasavarvet

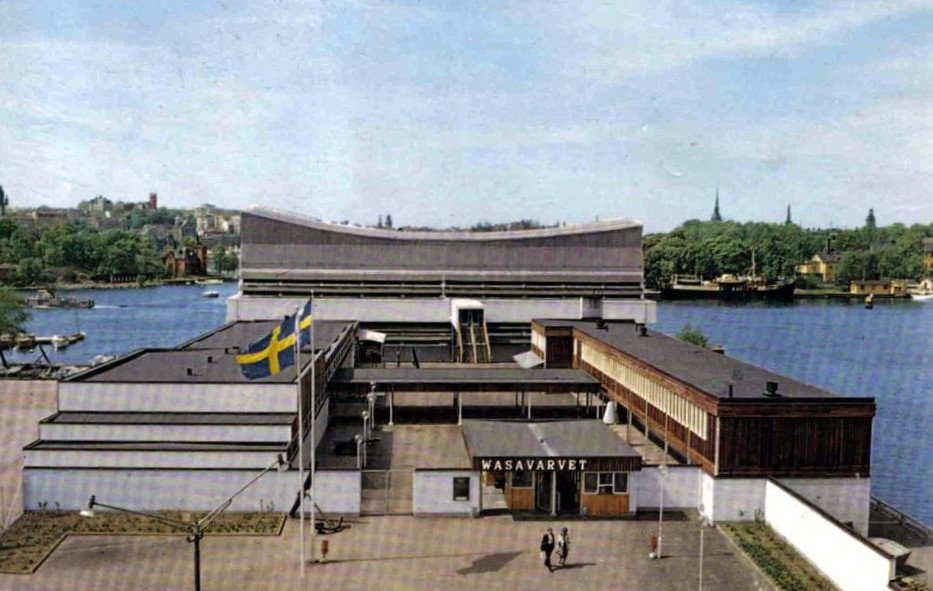
Wasavarvet, 1960-talet.

Till en början visades Vasa i  "Wasavarvet", en provisorisk museibyggnad väster om Liljevalchs konsthall, cirka 300 meter söder om nuvarande museibyggnad. Redan 1959, två år före Vasas slutgiltiga bärgning, började projektering av den av Hans Åkerblad och medarbetaren Björn Howander ritade byggnaden, vilken stod klar 1961. På land uppfördes två parallella låga byggnader som innehöll lokaler för utställningar och för personal. På tvären på en ponton i Saltsjön var själva höljet för regalskeppet Vasa. 

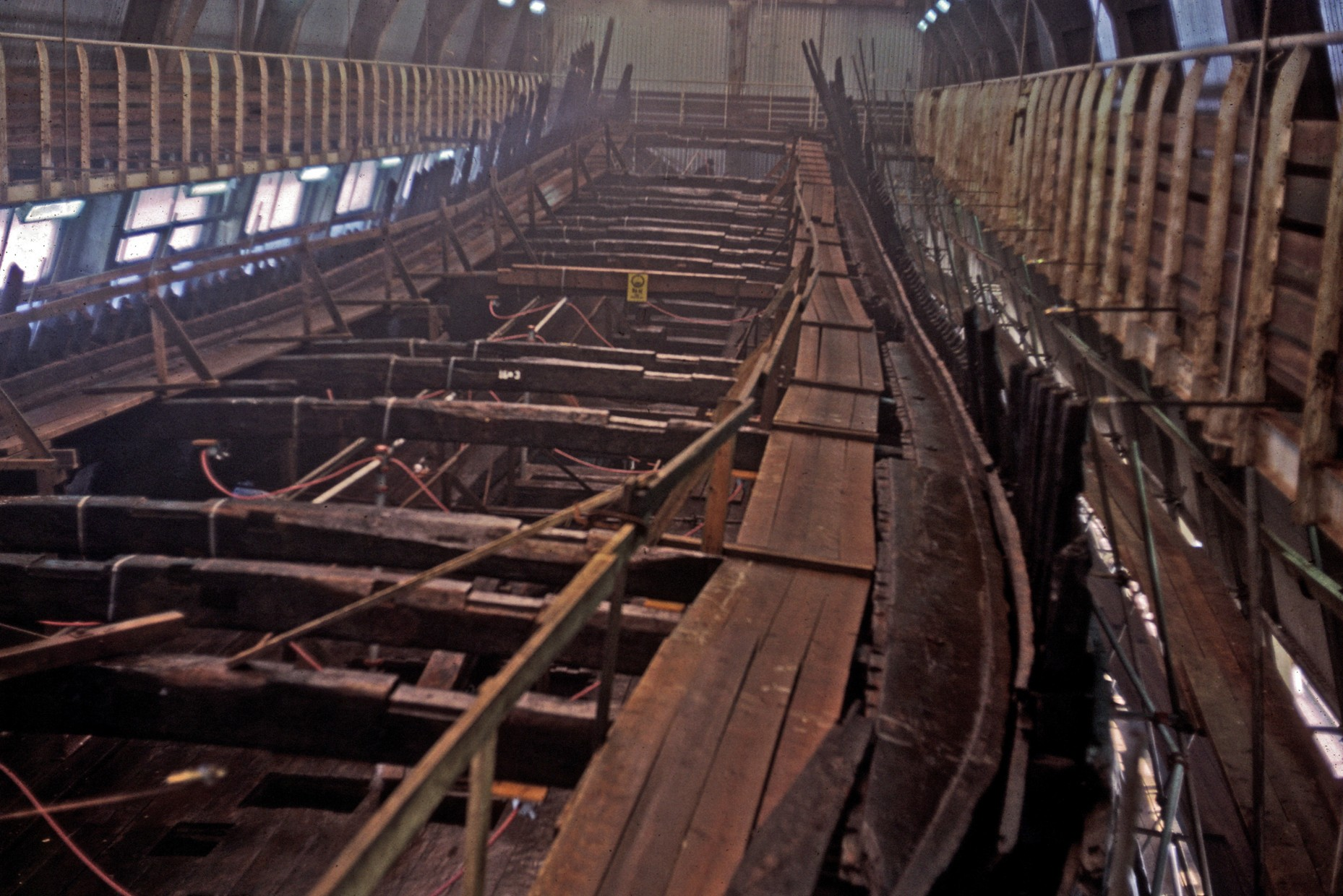
Interiör 1965.

Wasavarvet byggdes i glas och betong med ytterväggar i blåskimrande korrugerad aluminiumplåt. Taket bars upp av prefabricerade betongbalkar och hade ljusinsläpp, liksom fasaderna. Taket hade en markant bågformig siluett, som höjdes i omgångar i takt med att allt fler detaljer på skeppet kom på plats och skeppet ökade i höjd.
Under de första åren var fartyget utan master och saknade däck. Åskådarna hade tillgång till en våt ställning runt skeppet, samtidigt som detta var insvept i en dimma av konserveringsmedel. Denna första anläggning revs i huvudsak i slutet av år 1988, efter det att Vasa gjort sin sista resa till nuvarande museibyggnad.
År 1991 öppnade på Vasa tidigare museiplats Aquaria vattenmuseum och Alkärrshallen, vilka inkluderar vissa delar av den tidigare temporära museibyggnaden.

## Vasamuseet

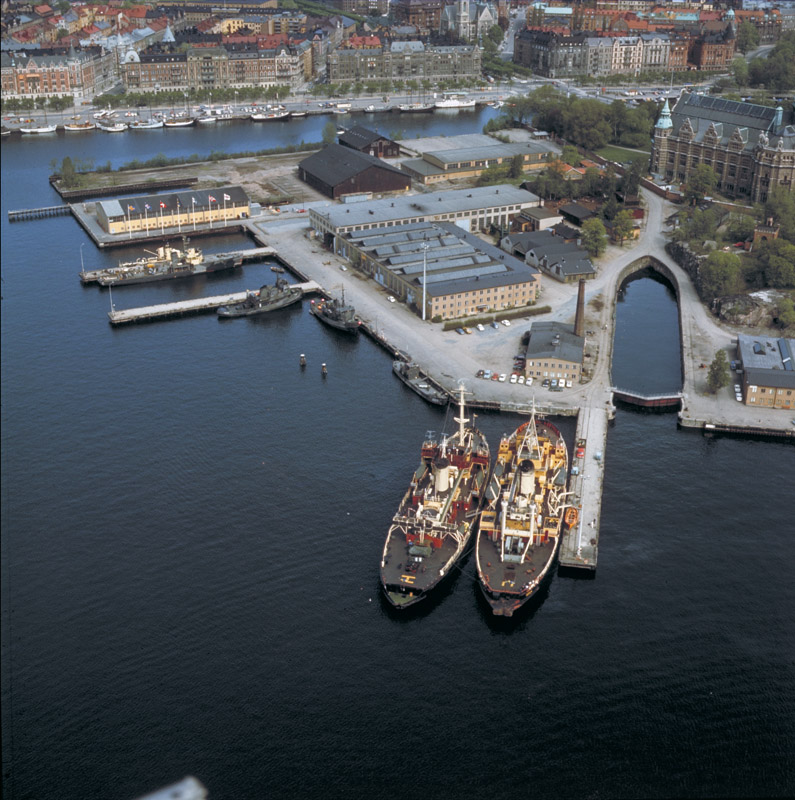
Stockholms örlogsvarvs torrdocka på 1960-talet.

Den nuvarande museibyggnaden uppfördes efter en nordisk arkitekttävling, vilken vanns av Månsson & Dahlbäck Arkitektkontor (delat första pris med ett danskt förslag). Byggnaden placerades tvärs över Stockholms örlogsvarvs stora torrdocka från 1878. Vasa ligger i själva dockan. Museet byggdes av NCC och invigdes den 15 juni 1990 av kung Carl XVI Gustaf. Samma år tilldelades byggnaden Kasper Salinpriset.
Inför bygget av museet var många kritiska till dess placering, bland andra riksdagsmannen Henrik S. Järrel, som menade att det var olyckligt att strandlinjen skulle brytas, att museet skulle störa friden på Galärvarvskyrkogården och att det nya museet borde ligga på Beckholmen.
Husets högsta mast, placerad på taket, når samma höjd som Vasas stormast skulle ha haft, 52,5 meter från kölen.
Exteriört uppvisar byggnaden en blandning av träpaneler i olika riktningar, vilka är färgsatta i falurött, svart, blått, brunt och gult. Det koppartäckt består av sammansatta pulpettak med olika höjd och riktning. Tvärs över ingången finns en spetsig betongkonstruktion som skall påminna om skeppets stäv.
Invändigt fortsätter användningen av naturmaterial, såsom golvplank av såpat trä. Den utvändiga färgsättningen återkommer inne i huset, målade på träpanel eller direkt på betongen. Stora väggpartier och hela taket är av obehandlad betong. Belysningen är dämpad, och det tar en stund att vänja sig vid dunklet. Fartyget kan betraktas från sex olika plan. Utställningshallens invändiga höjd är 34 meter, vilket gjorde det möjligt att återplacera Vasas stående rigg. Den sammanlagda arean är 12 700 m².

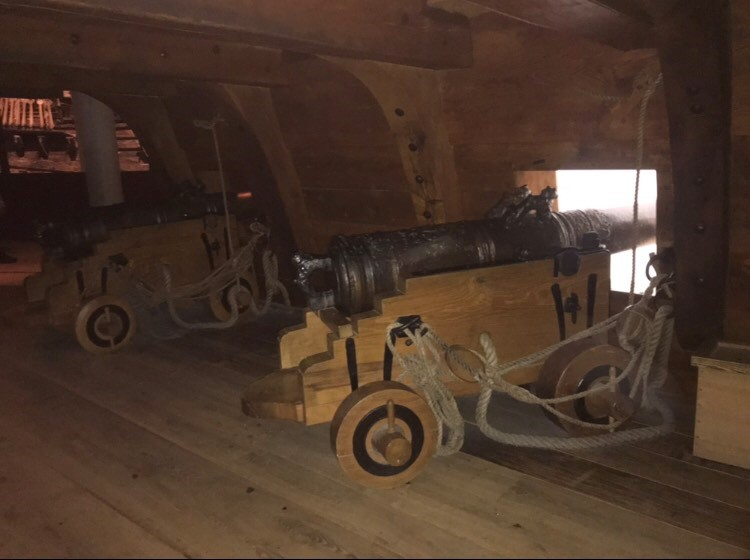
Ett område där det nedre däcket av det nedsänkta Vasa har replikerats.

### Projektets utveckling

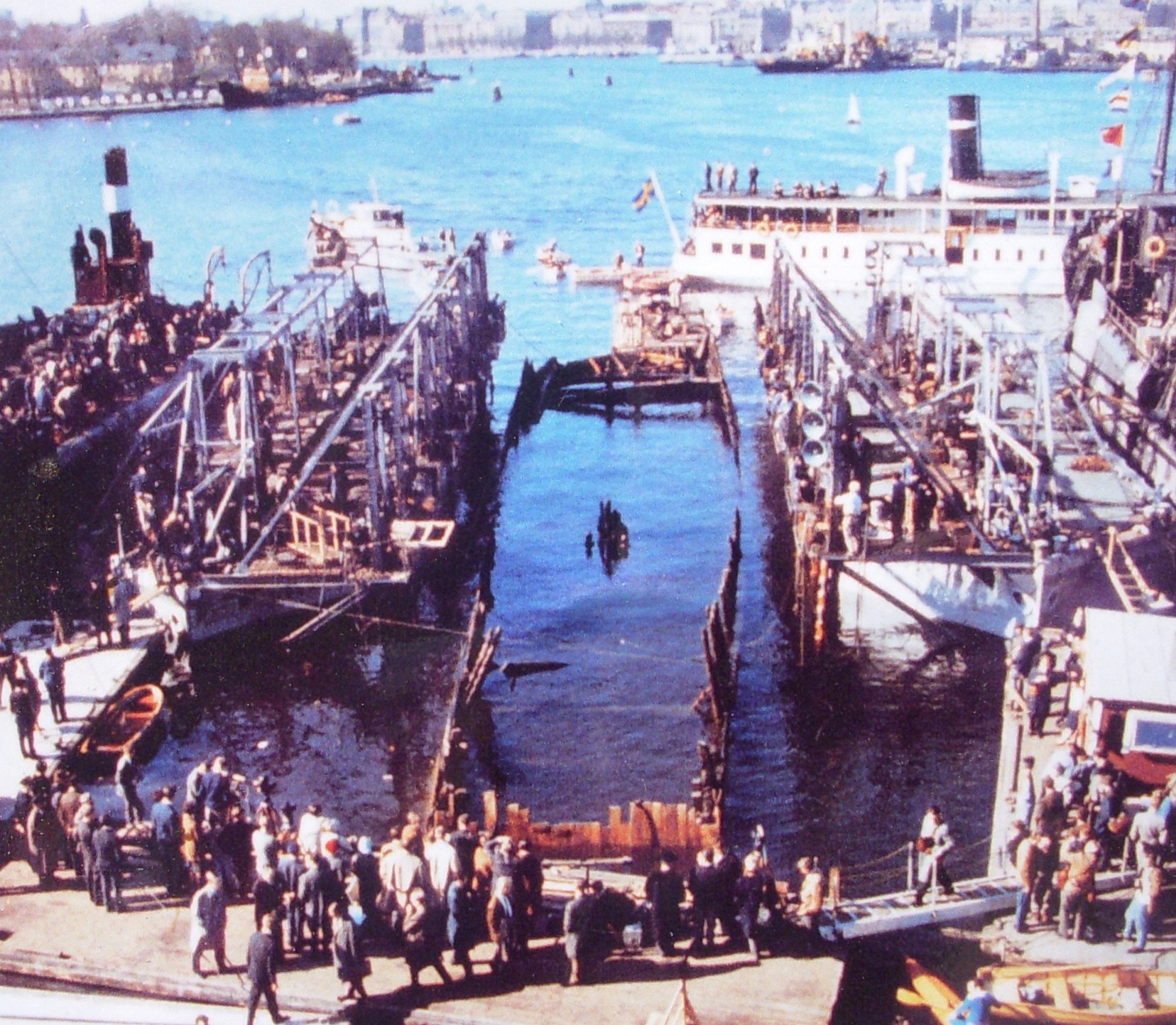
Vasa lyfts i Gustav V-dockan, 1961.

- 1961 – ett provisoriskt museum tas i bruk.
- 1964−73 – lokaliseringsalternativen utreds. Alkärret, Beckholmen, galärvarvsområdet, Hundudden, Skeppsholmen.
- 1971 – staten och kommunen kommer överens om att reservera en tomt i galärvarvsområdet.
- 1973 – hos regeringen ansökes om att museets byggnadsfråga prioriteras.
- 1976 – från regeringen kommer ett uppdrag om att redovisa byggnadsprogram, placering i Alkärret samt två stycken alternativ till höjd på skeppshallen.
- 1979 – programskisserna redovisas, och förslag om allmän arkitekttävling samt remissbehandling.
- 1981 – redovisning av reviderat byggnadsprogram, samt genomförandet av arkitekttävling med placering i galärvarvsdockan bemyndigas.
- 1981 – allmän nordisk arkitekttävling utlyses för hela galärvarvsområdet.
- 1982 – offentliggörande av tävlingsresultat samt utställning för allmänheten.
- 1982−83 – de två tävlingsförslagen bearbetas: "Ask" i galärvarvsdockan och "Om hundra år är priset glömt" vid Alkärret.
- 1983 – Juryarbetet fortskrider och remissbehandlas.
- 1984 – projekteringen fortsätter, pengar avsätts för byggstart 1985−86, program bearbetning, projekteringsstart.
- 1985 – en utställning anordnas för allmänheten i Kulturhuset och kommunen godkänner projektet.
- 1986 – byggstart.
- 1990 – Vasamuseet invigs.[4]
- 2013 – Museet byggs om, och utökas med en ny utställningshall.

## Museichefer
- Klas Helmersson – 2009
- Marika Hedin 2009–2014
- Lisa Månsson – 2014–2020
- Jenny Lind 2020–

## Vasamuseets trädgård
Trädgården ligger på sluttningen nedanför Galärvarvskyrkogården, alldeles intill museet, och invigdes 1998. Den är i enlighet med renässansträdgårdens ideal symmetriskt formgiven i olika kvarter, för odling av färgväxter, medicinväxter och ätbara växter. En del av växterna som odlas i trädgården användes även på skeppet Vasa, som till exempel humle till öl, ärtor och kål till mat, läkemalva och johannesört för medicinala ändamål och lin till segel. I Vasamuseets trädgård finns också en lövgång som påminner om den som Gustav II Adolf lät anlägga på Djurgården i början av 1620-talet. Ett besök i trädgården är gratis och den går att besöka året om.

## Bilder

Exteriörbilder
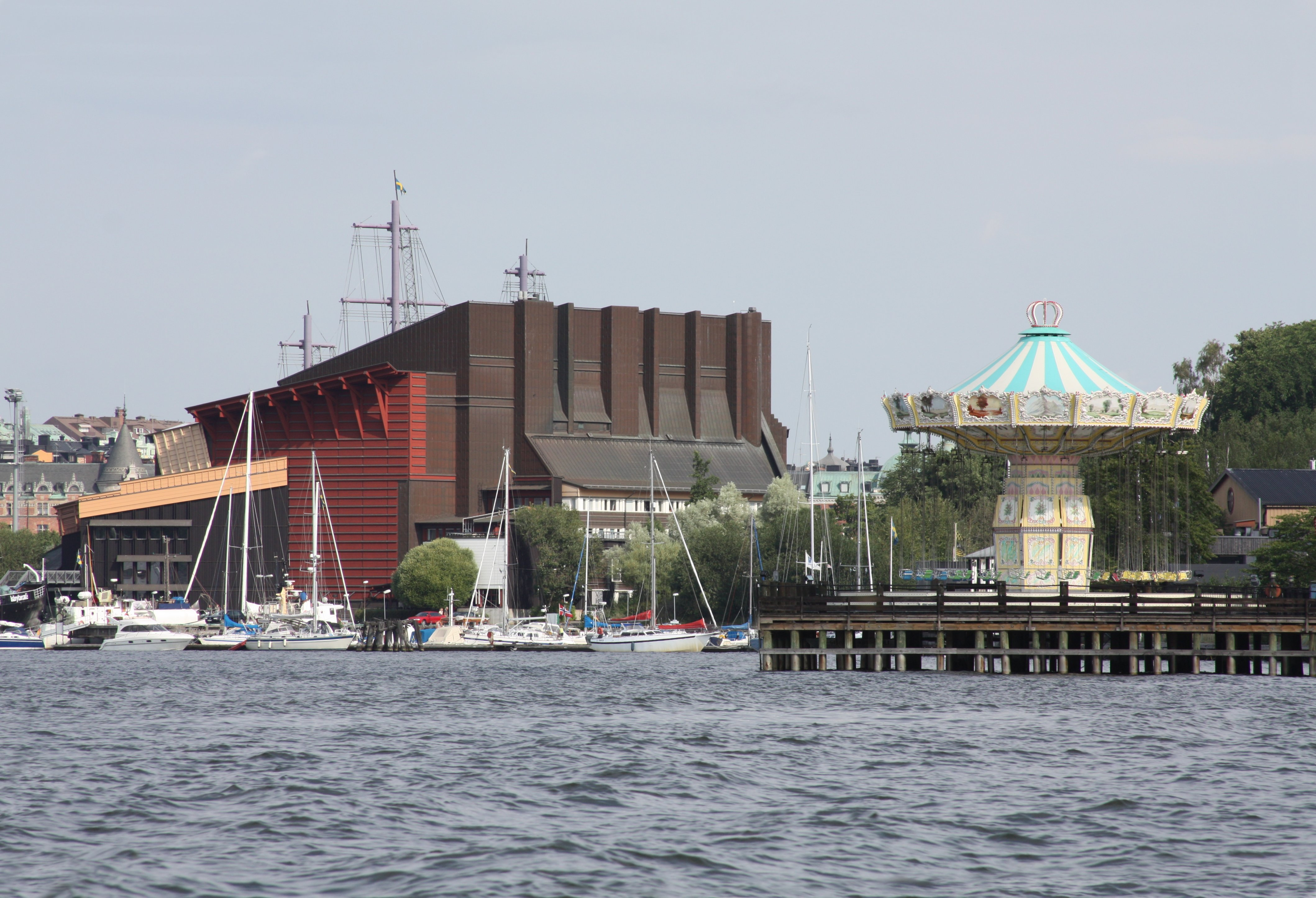
Vy från söder
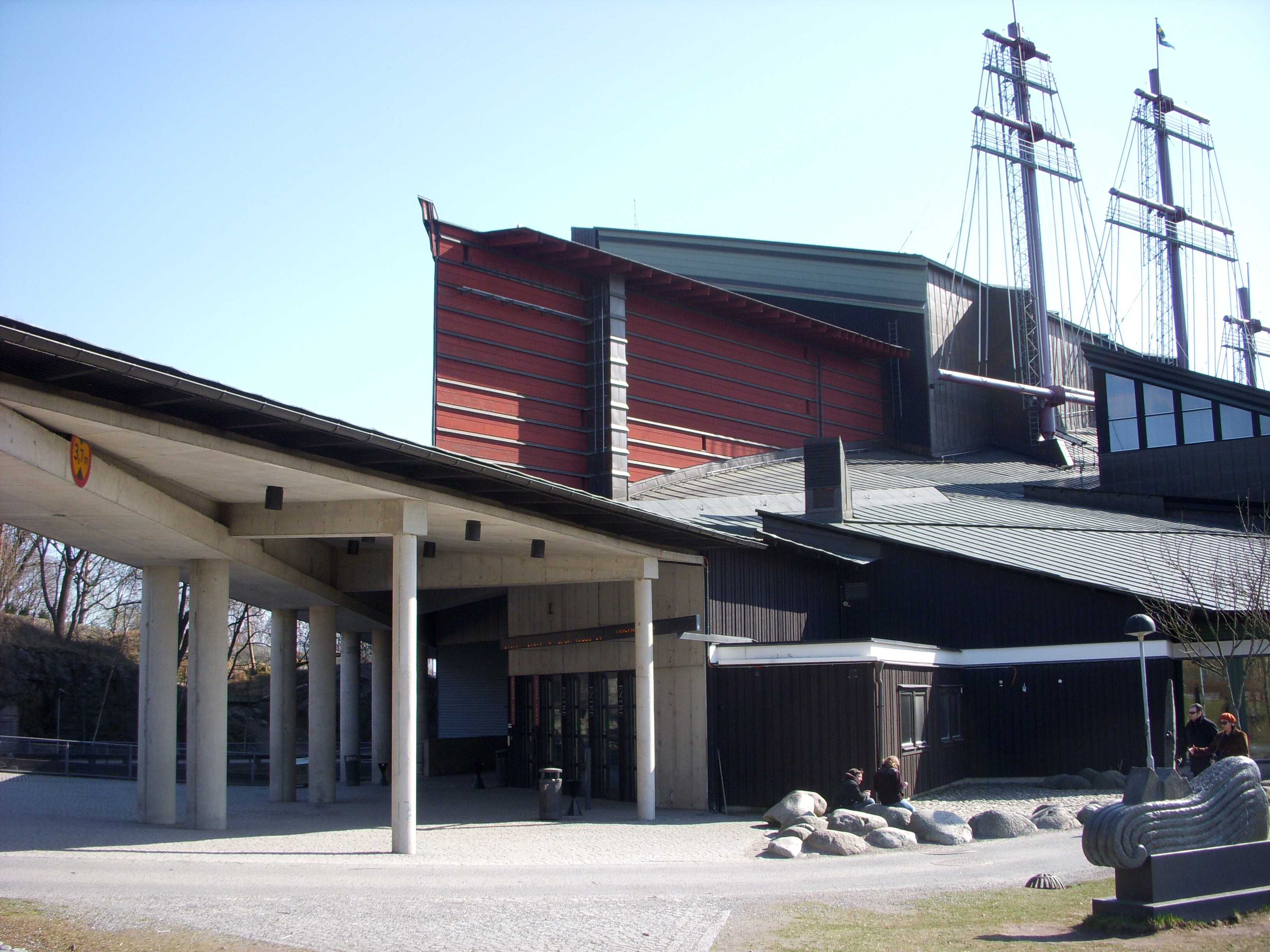
Entrén
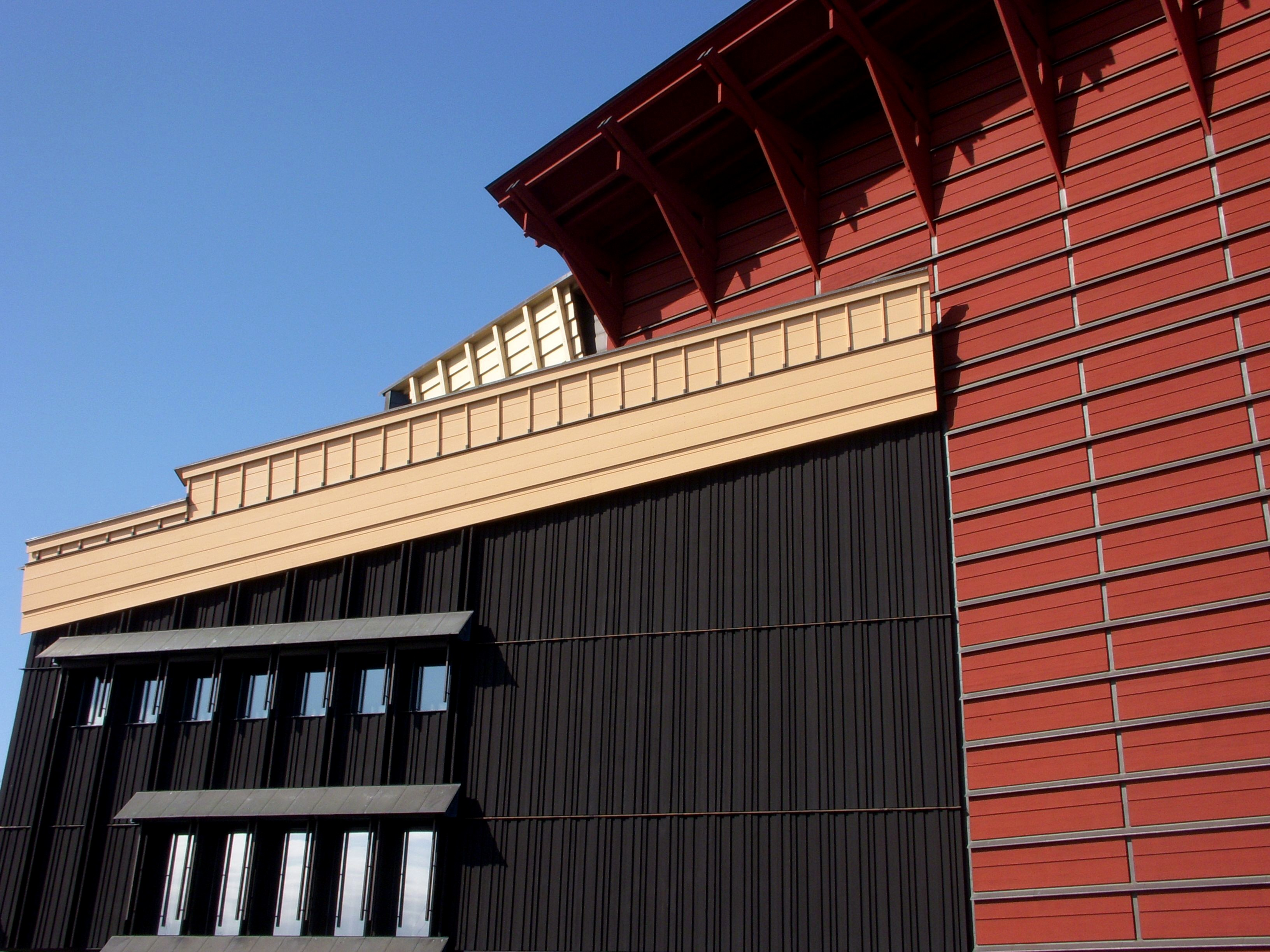
Fasaddetalj
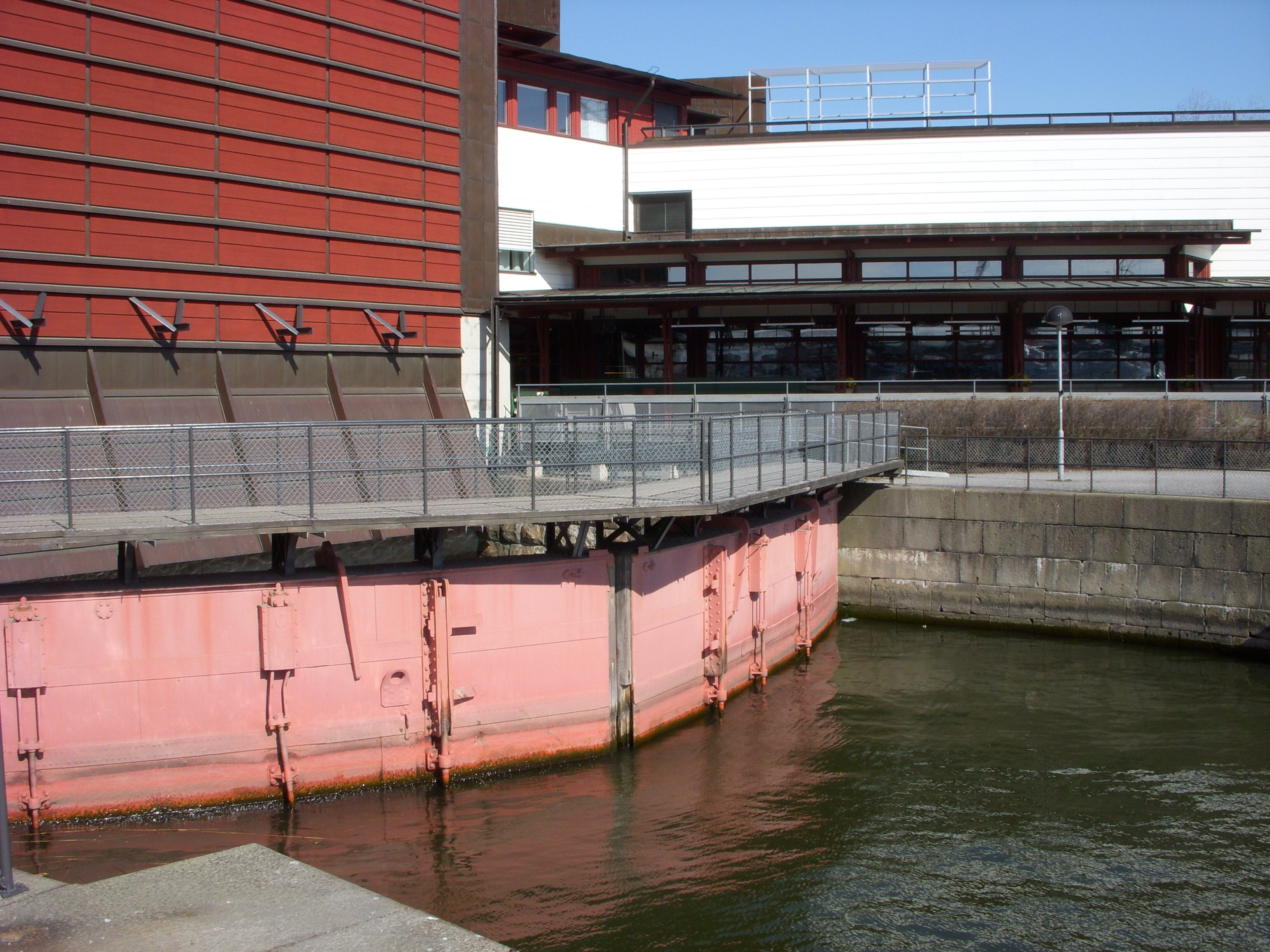
Dock-porten

Interiörbilder
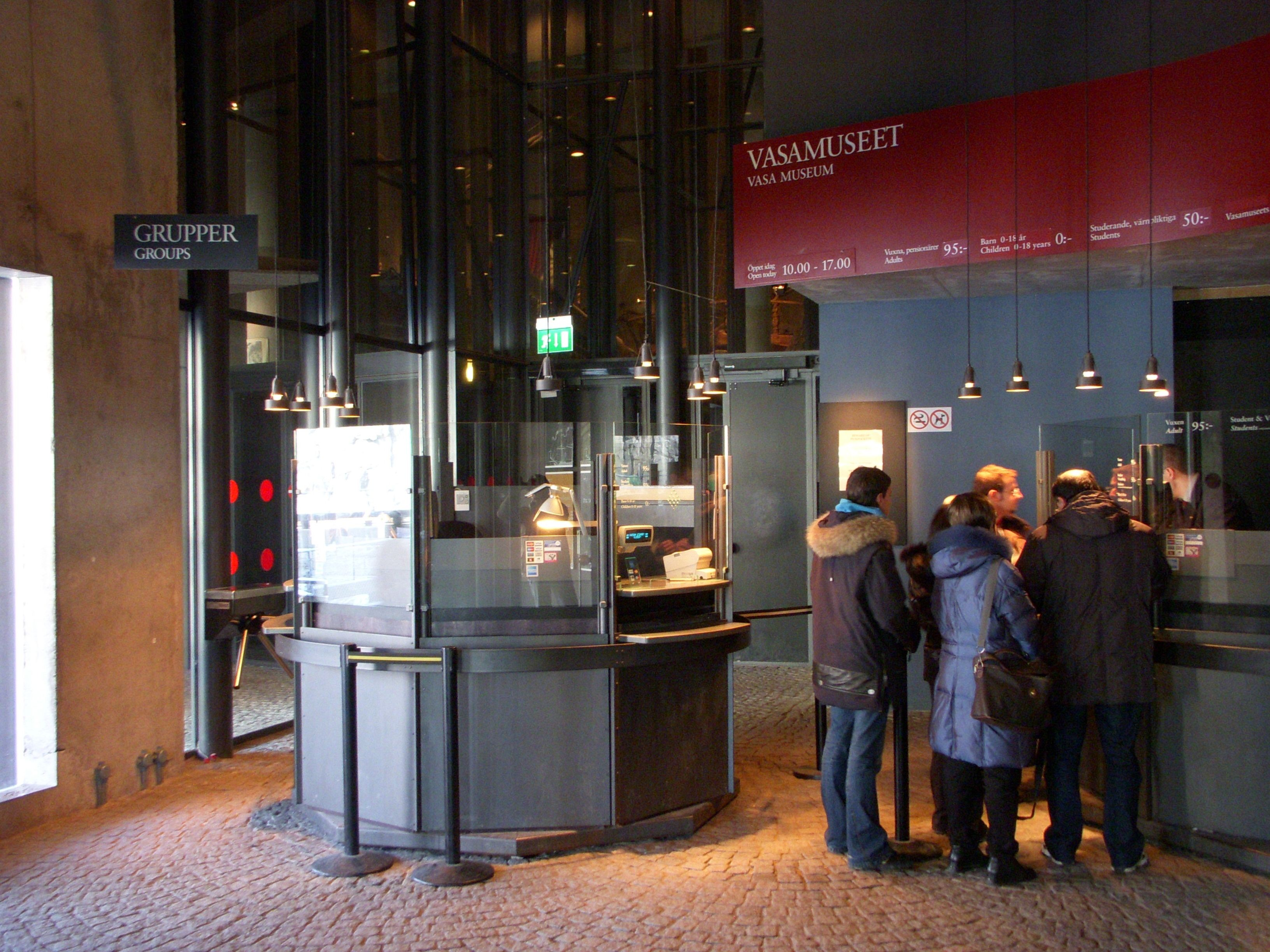
Entréhallen
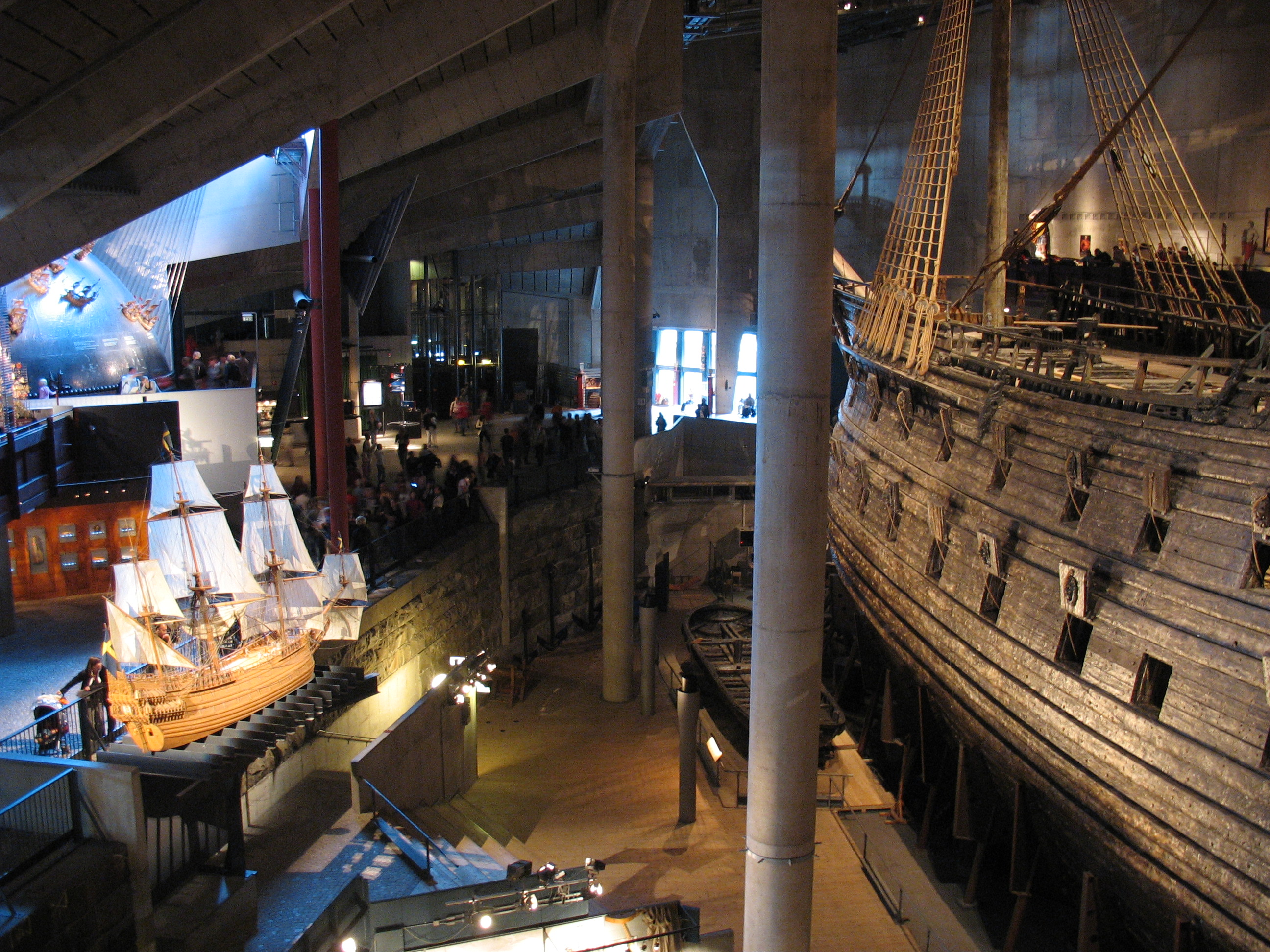
Skeppshallen
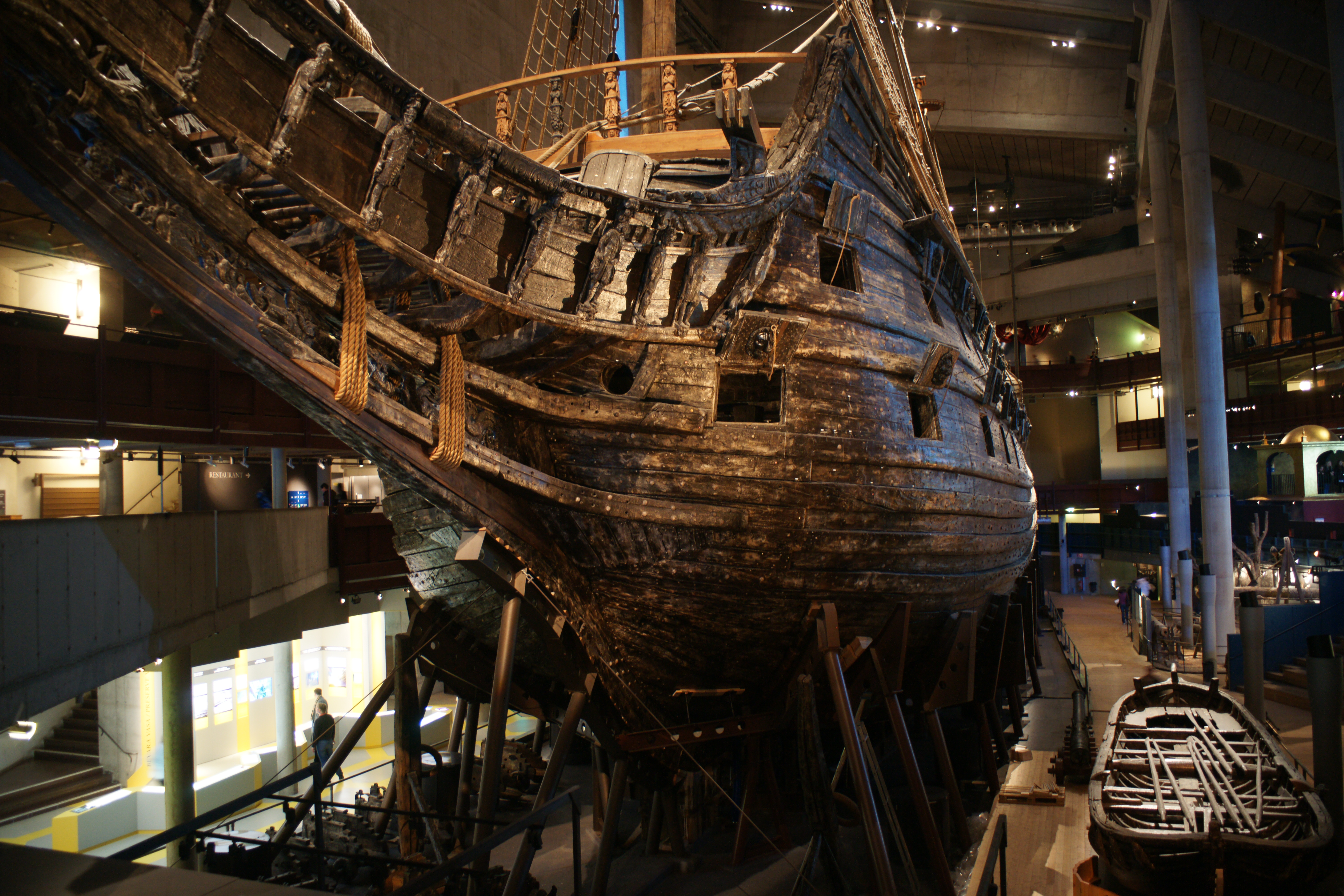
Vasas för
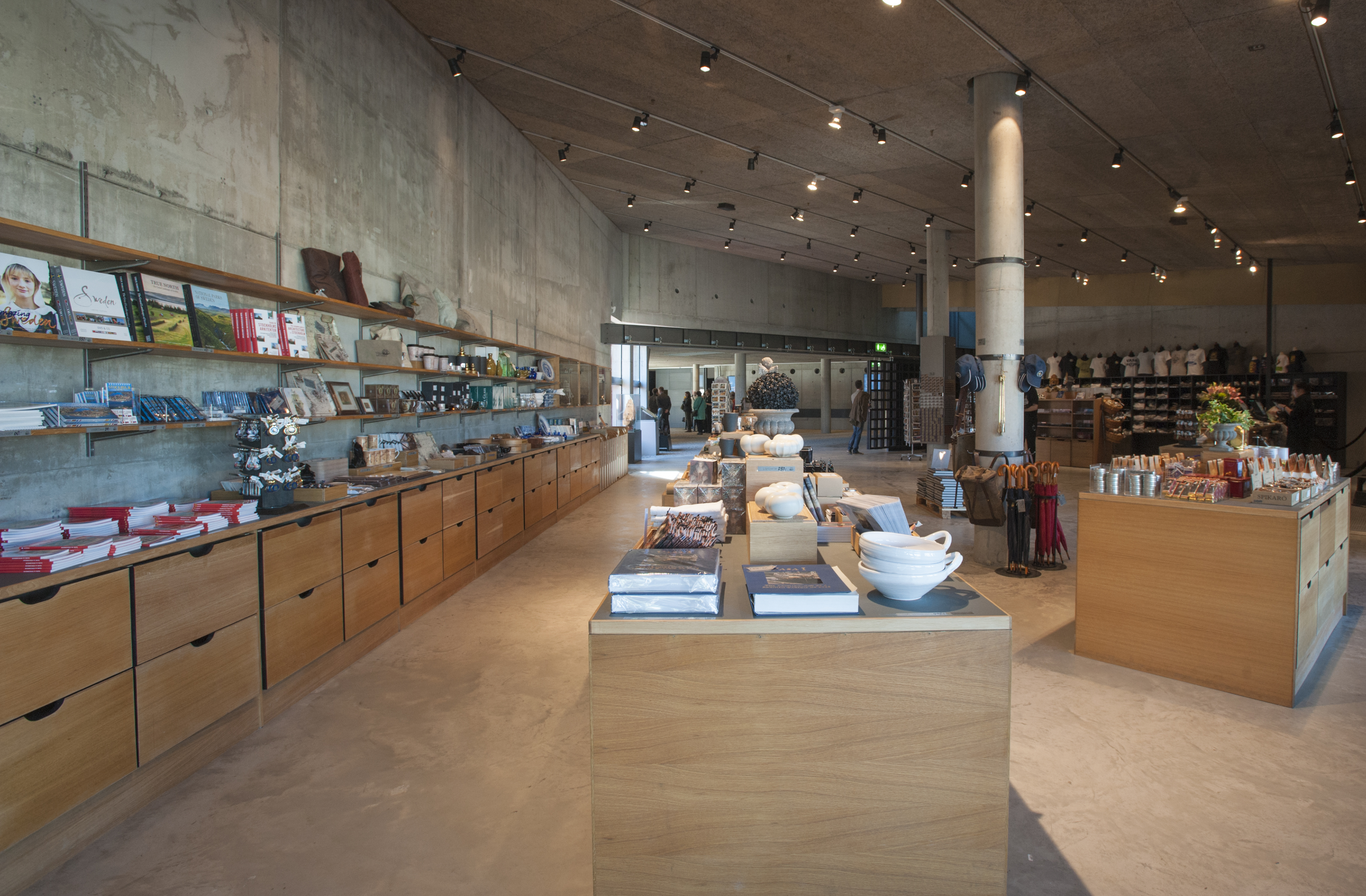
Vasamuseets butik

Samlingarna
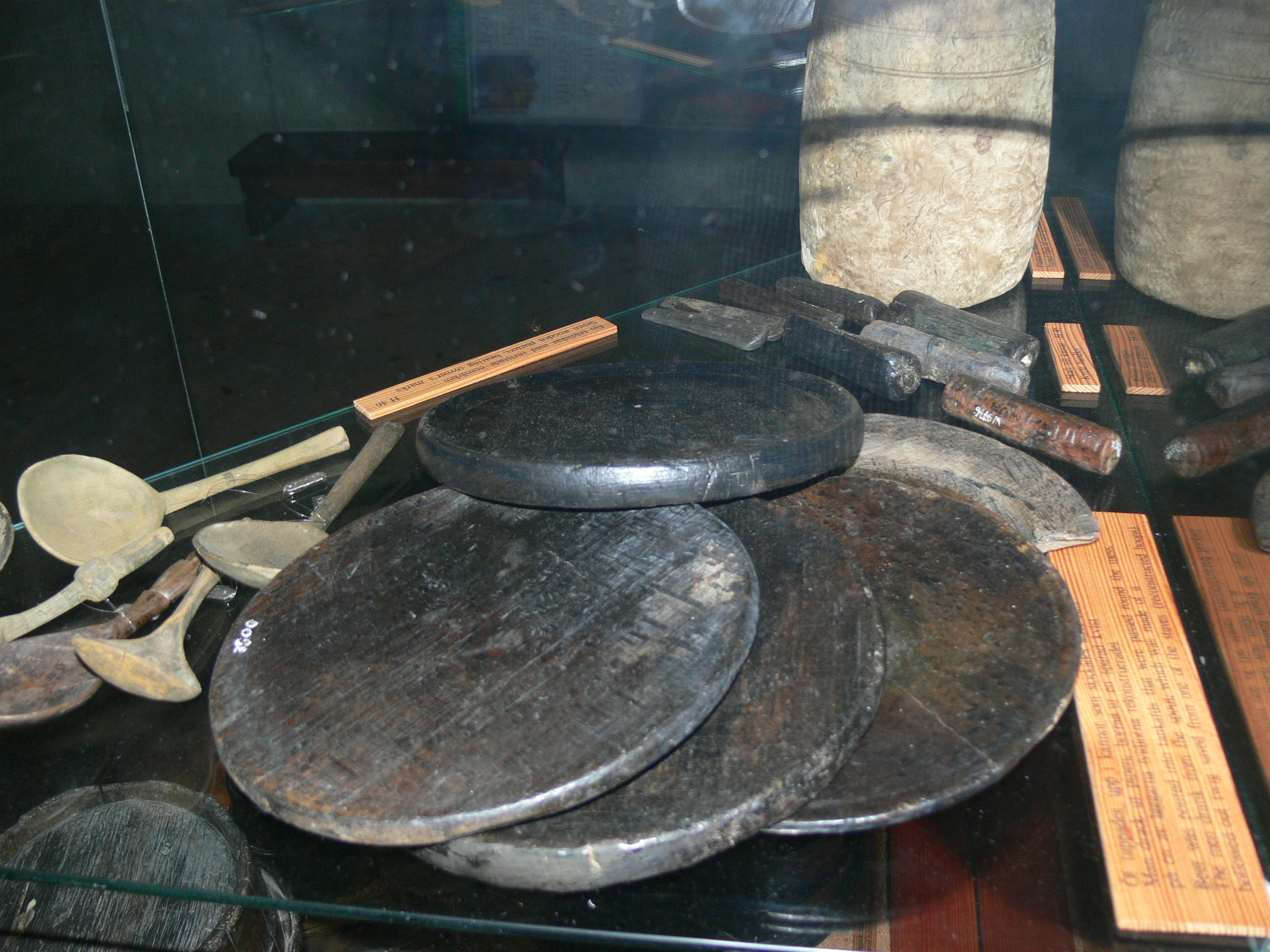
Tallrikar och skedar
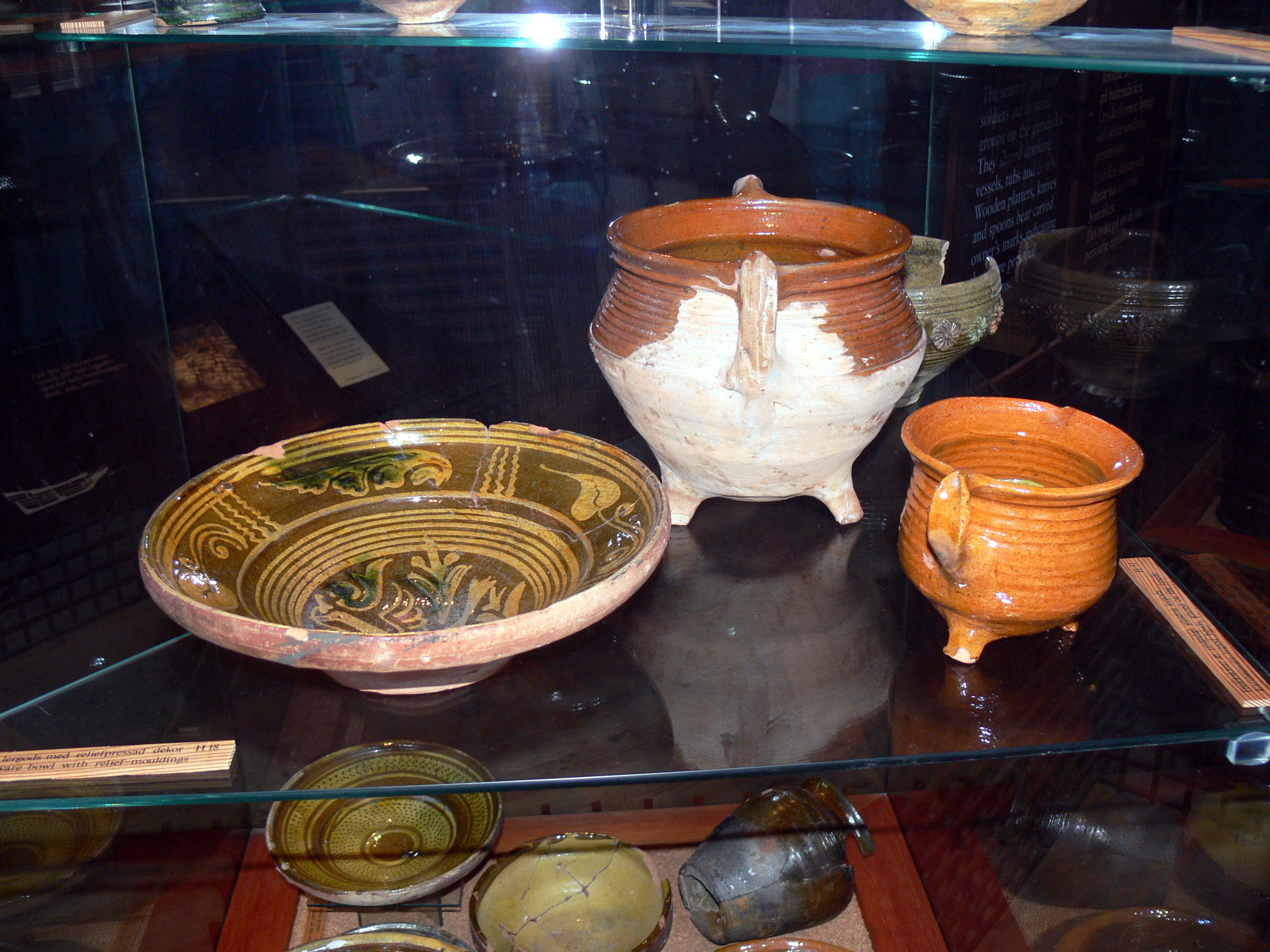
Keramikföremål
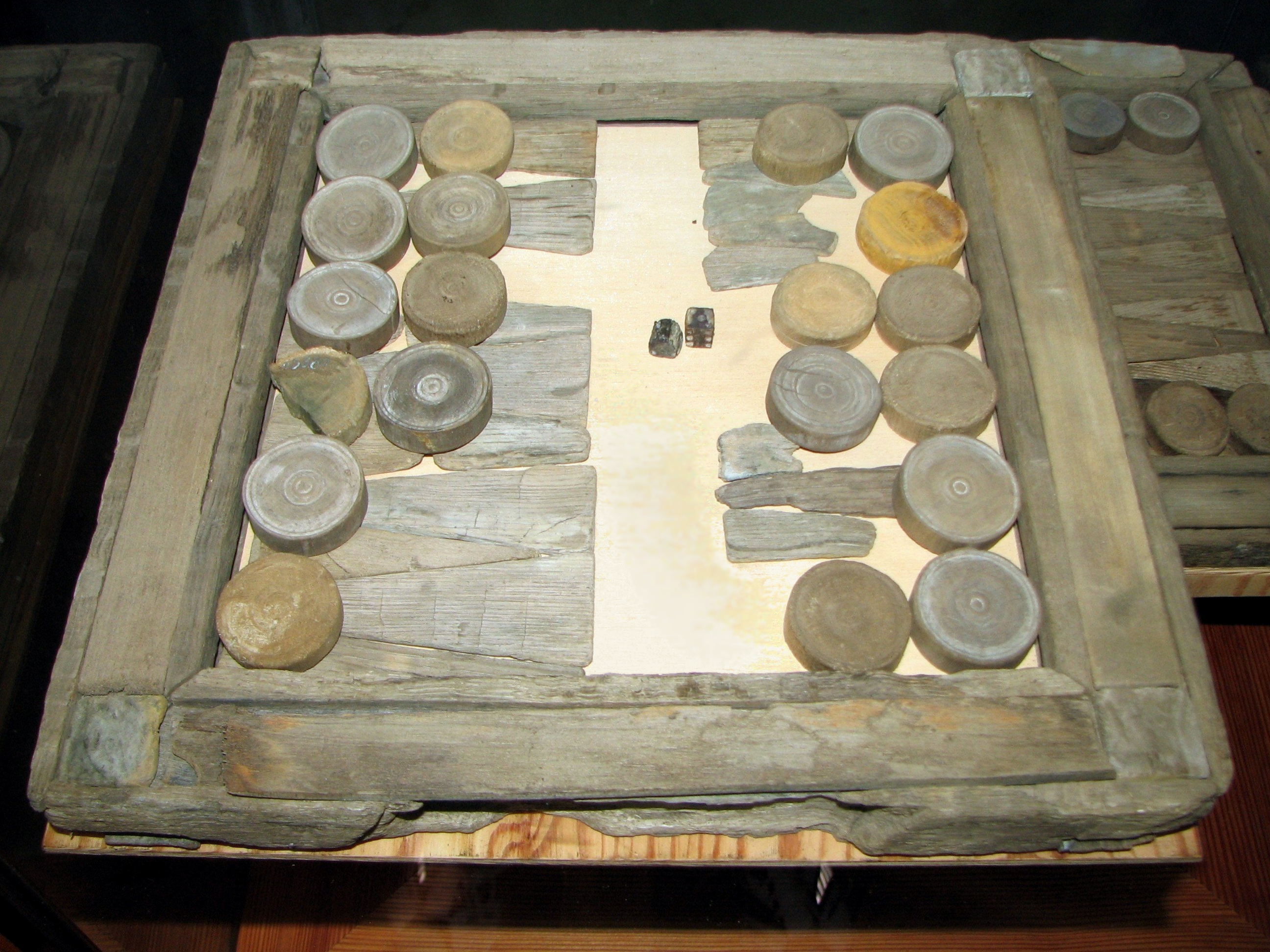
Ett backgammonbräde och spelpjäser
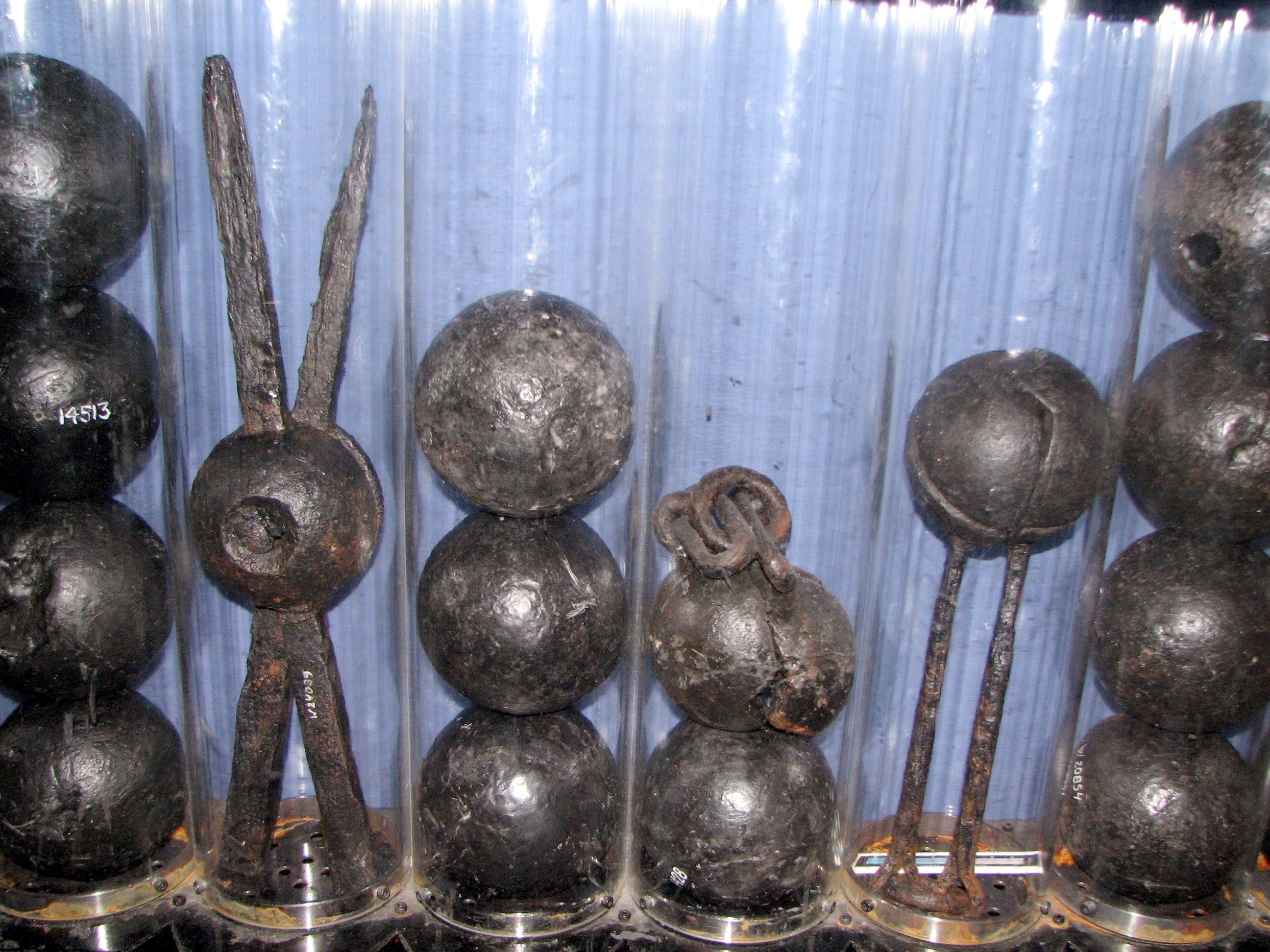
Kanonkulor

Vasamuseets trädgård
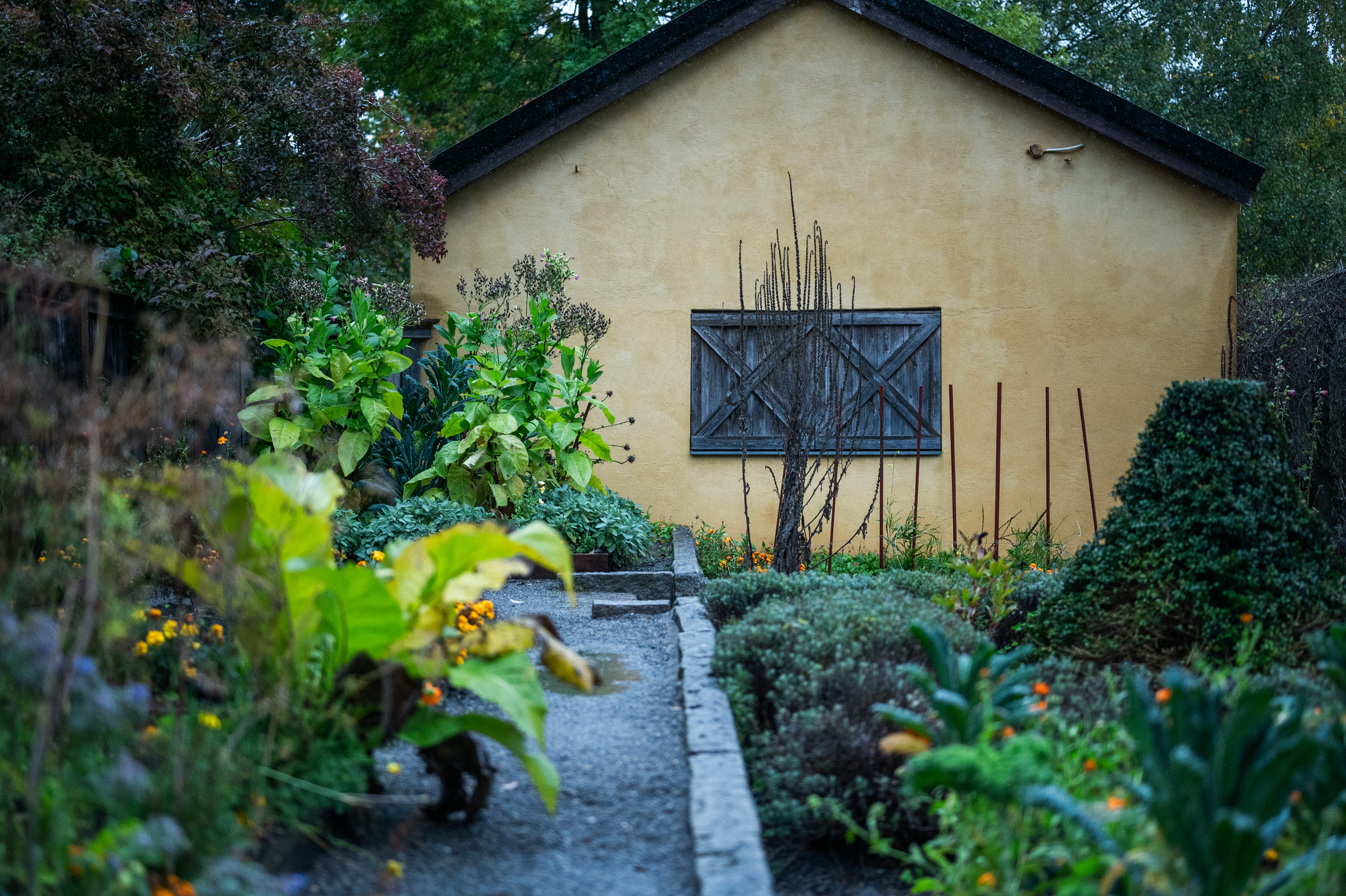
Vasamuseets trädgård med blommande land.
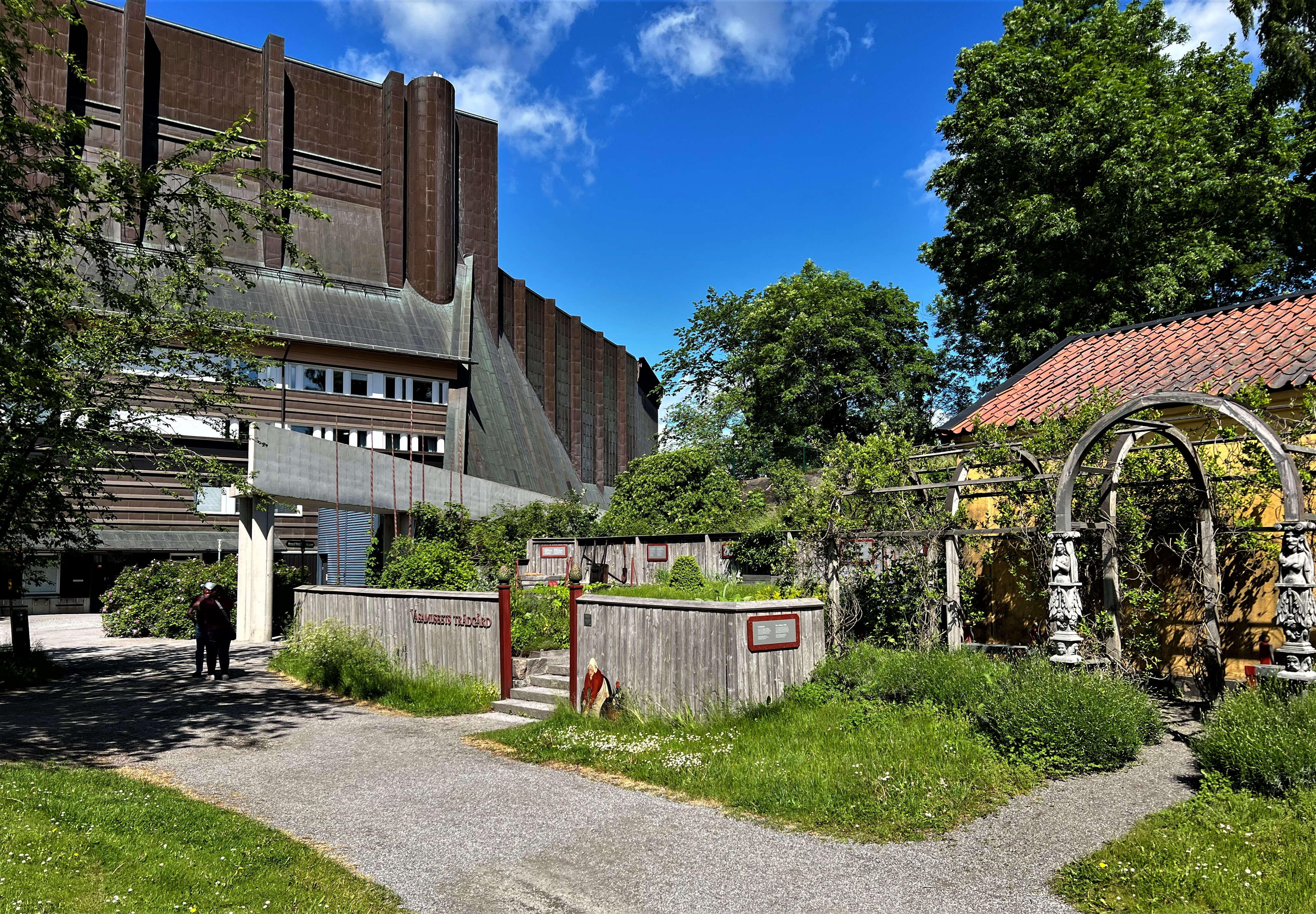
Ingångar till trädgården
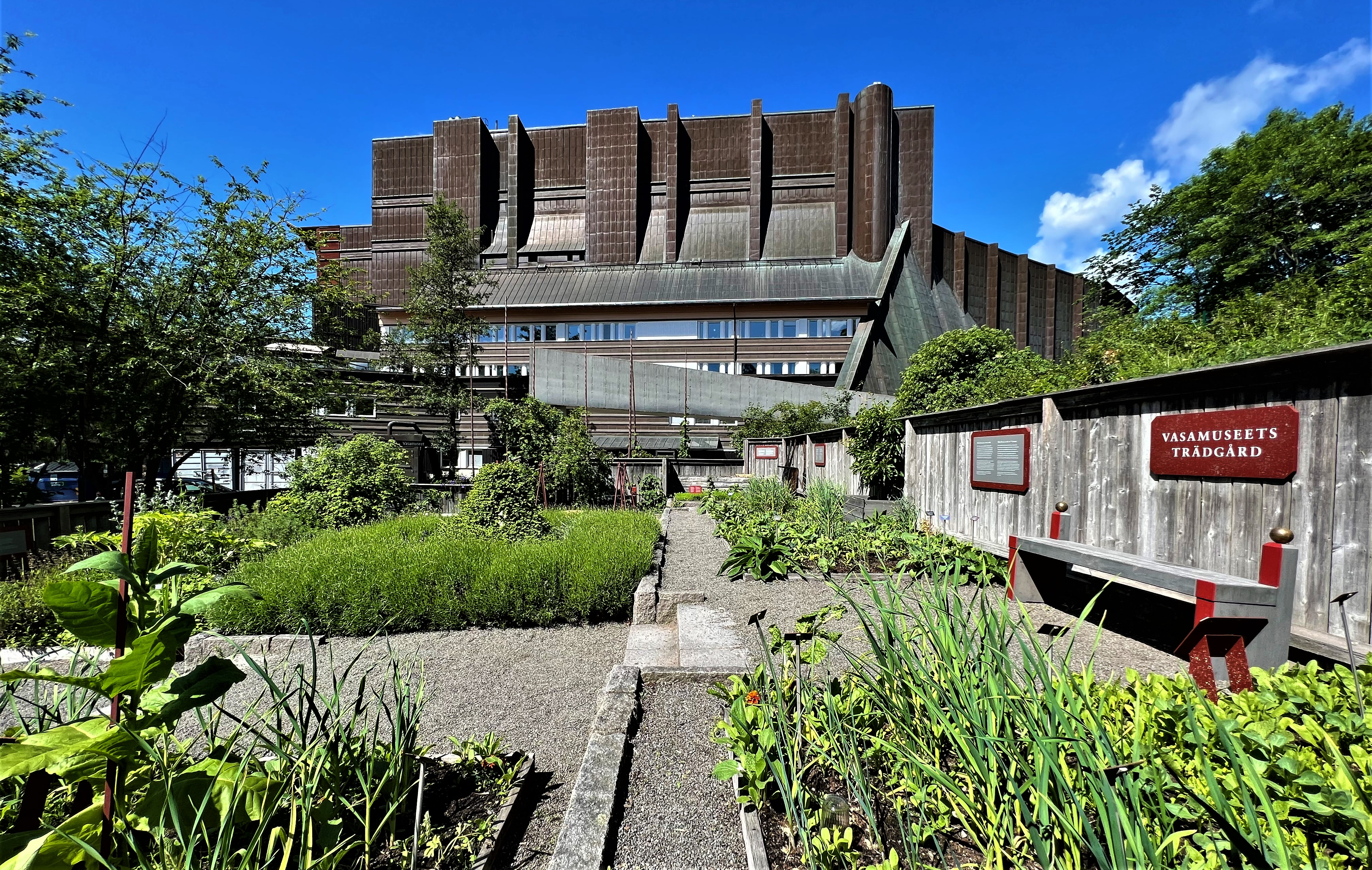
Delar av trädgården
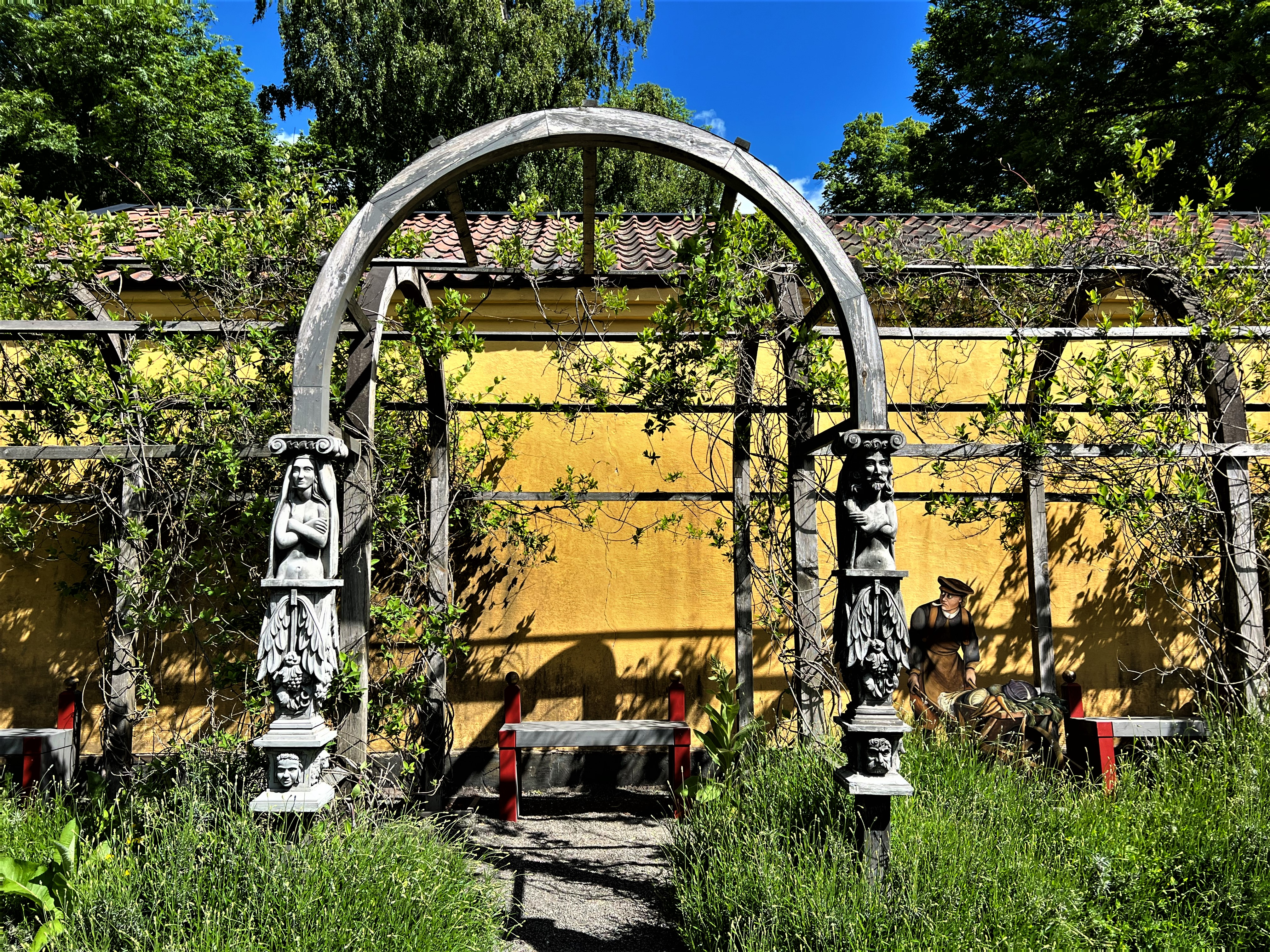
Trädgårdens lövgång, med kopior av skulpturer från skeppet Vasa

## Besökare
Vasamuseet är en av Sveriges största turistattraktioner med över 1,3 miljoner besök 2016. Den 26 april 2008 blev en turist från Belgien besökare nummer 15 000 000 sedan museets öppnande. Vasamuseet ligger därmed besöksmässigt på plats ett i Sverige bland museer, före Skansen.